# شهرستان ساعتلی
ساعتلی (به لاتین Saatlı) نام بخشی در جمهوری آذربایجان است که در سال ۱۹۴۳ میلادی تأسیس گردید و دارای جمعیتی بالغ بر ۸۷۰۰۰ نفر می‌باشد. وسعت این بخش ۱۱۸۰ کیلومتر مربع است.

## اقتصاد
اقتصاد این بخش بر پایه اقتصاد روستایی بنا شده‌است و مهم‌ترین تولیدات آن عبارت‌اند از : پنبه، محصولات باغی و دام و طیور. همچنین کارخانجات تصفیه پنبه و کنسروسازی و همچنین کارخانه تولید آسفالت در این بخش موجود است.